# Sigmund Freud
Sigmund Freud (născut Sigismund Schlomo Freud, n. 6 mai 1856, Příbor⁠(d), Imperiul Austriac – d. 23 septembrie 1939, Londra, Anglia, Regatul Unit) a fost un medic neuropsihiatru austriac de etnie evreiască, fondator al școlii psihologice de psihanaliză. Principalele teorii ale acestei școli sunt fondate pe următoarele ipoteze:
- Dezvoltarea umană este înțeleasă prin schimbarea zonei corporale de gratificare a impulsului sexual.
- Aparatul psihic refulează dorințe, în special cele cu conținut sexual și agresiv, acestea fiind conservate în sisteme de idei inconștiente.
- Conflictele inconștiente legate de dorințele refulate au tendința de a se manifesta în vise, acte ratate și simptome.
- Conflictele inconștiente și sexualitatea reprimată sunt sursa nevrozelor.
- Nevrozele pot fi tratate, cu ajutorul metodei psihanalitice, prin aducerea în conștient a dorințelor inconștiente și refulate.

Freud este considerat a fi părintele psihanalizei iar lucrările sale introduc noțiuni precum inconștient, mecanisme de apărare, acte ratate și simbolistica viselor. Cu toate acestea psihologii freudieni moderni, în era existențialistă, începând de la sfârșitul secolului 20 refuză să interpreteze după psihologia simbolistă, rugând pacientul să-și numească și să-și delimiteze propriile simboluri, într-un amestec de psihanaliză freudiană și logopedie frankliană.

## Viața
Sigmund Freud s-a născut într-o familie de evrei așkenazi din Freiberg, Moravia. Și-a luat numele de "Sigmund" abia la vârsta de 21 de ani. Sigmund a fost primul născut din cei nouă copii ai familiei, dar mai avea și alți frați (vitregi) din căsătoriile precedente ale tatălui său. Cu toate că familia sa nu era o familie înstărită și trăiau într-un apartament mic și aglomerat, părinții săi au făcut totul pentru ca Sigmund să aibă parte de cele mai bune condiții, uneori și cu prețul defavorizării celorlalți copii ai familiei.
Freud a fost un copil precoce din punct de vedere intelectual și deosebit de silitor. Șase ani la rând a fost primul din clasă, iar la terminarea școlii avea nu numai cunoștințe temeinice de greacă, latină, germană și ebraică, ci învățase și franceza și engleza. Viața de familie se organiza în funcție de programul său de studiu. El își lua masa de seară separat de restul familiei, iar pianul surorii sale Anna a fost mutat din apartament pentru a nu-l deranja.
Freud a studiat medicina la Universitatea din Viena. În cursul celui de al treilea an de studii a început să lucreze în laboratorul de fiziologie, sub conducerea lui Ernst Wilhelm von Brücke, fiind în special preocupat de funcțiunea sistemului nervos central. El s-a lăsat atât de mult absorbit de această activitate, încât a neglijat celelalte discipline, terminând facultatea abia în 1881, cu o întârziere de trei ani. Dorind să câștige experiență practică, după doi ani începe să lucreze ca medic în spital, în secțiile de psihiatrie și dermatologie. În 1885 obține un post de docent în neuropatologie la Universitatea din Viena și - având o bursă din partea statului austriac - petrece 19 săptămâni la Paris, în clinica de maladii ale sistemului nervos de la spitalul Salpêtrière, condusă de Jean Martin Charcot. Charcot trata anumite tulburări nervoase prin hipnoză. Sub conducerea lui, Freud începe să studieze isteria, fapt care i-a trezit interesul pentru psihopatologie.
În 1886 Freud deschide la Viena un cabinet privat de psihiatrie, specializat pe tulburări cerebrale și nervoase. Din cauza faptului că aplica metodele și concepțiile lui Charcot, socotite neortodoxe de către corpul medical vienez, Freud s-a lovit de dificultăți din partea colegilor. Aceasta explică și faptul că, mai târziu, teoriile lui asupra nevrozelor au fost acceptate cu multă reticență.
Fugind de persecuția nazistă din Viena în 1938, Freud s-a refugiat la Londra, unde a petrecut ultimul an al vieții sale. Casa situată la Maresfield Gardens nr. 20 în zona Hampstead din Londra, care a aparținut familiei până la moartea din 1982 a fiicei cele mai mici a lui Freud, Anna Freud, a fost ulterior transformată în muzeu. În muzeu se păstrează și mobila lui Freud, printre care se numără și celebra sa canapea.
Din cauza fumatului excesiv, în ultimii ani din viață s-a luptat cu o formă de cancer .
A suferit numeroase operații dar, deoarece nu a renunțat la acest viciu (fuma chiar și 20 de trabucuri pe zi), boala s-a agravat și a murit prin eutanasiere, asistată de un medic care i-a administrat o doză mărită de morfină.

## Contribuții
Prima lucrare publicată de Freud, Zur Auffassung der Aphasien ("Concepții asupra afaziei") (1891), trata problema tulburărilor de vorbire apărute în urma unei leziuni organice a creierului. După o nouă lucrare în domeniul neurologiei, Die infantile Cerebrallähmung ("Paralizia cerebrală infantilă") (1897), Freud s-a dedicat cu exclusivitate cercetărilor privind explicarea tulburărilor psihice pe baze psihologice, ceea ce a dus la elaborarea conceptului de "psihanaliză" (1896).
Freud explică apariția manifestărilor nevrotice, în special ale isteriei, datorită refulării unor traume emoționale, ascunse în inconștient. Ca tratament recomandă transpunerea pacientului în stare de hipnoză, cu ajutorul căreia trăirile emoționale refulate sunt din nou aduse la suprafața conștiinței și în felul acesta, conflictele, prelucrate în mod conștient, nu mai provoacă tulburări psihice. Între 1895 și 1900 Freud a formulat cea mai mare parte a concepțiilor sale, care formează nucleul psihanalizei în teorie și practică. El renunță la metoda hipnozei, preferând expunerea spontană de către pacient a amintirilor sale, încă din perioada copilăriei, în timpul ședințelor de psihanaliză, sub forma așa zisei "asociații libere". În felul acesta psihanalistul îl ajută să-și clarifice conștient experiențele conflictuale, care stau la baza tulburărilor nevrotice. Cu ajutorul asociațiilor libere găsește calea de pătrundere către procesele petrecute în inconștient, ceea ce l-a condus și la explicarea semnificației viselor și a actelor ratate ("lapsusuri"). Prin interpretarea viselor a ajuns la formularea conceptului de sexualitate infantilă și a "complexului Oedip", care ar sta la baza legăturilor erotice inconștiente ale copilului cu părintele de sex opus. Aceste puncte de vedere din concepția freudiană au fost și rămân foarte controversate.
În 1902, Freud este numit profesor la Universitatea din Viena. În jurul său s-a format un cerc de discipoli, ca Alfred Adler, Eugen Bleuler, Carl Gustav Jung și Ernest Jones, care i-au preluat și i-au dezvoltat mai departe teoriile. În 1910 a fost creată Societatea Internațională de Psihanaliză, cu extindere în special în America. Pe baza reprezentărilor sale, Freud a încercat să explice și unele fenomene sociale și culturale, ca religia, mitologia, arta și literatura După ocuparea Austriei de naziști Freud se refugiază cu întreaga familie la Londra, unde moare în urma unui cancer în 1939.
Contribuția esențială a lui Sigmund Freud constă în punerea în evidență a existenței și acțiunii inconștientului în viața psihică și în explicarea pe această bază a personalității umane. În plus, a dezvoltat o nouă teorie (teoria psihanalitică), precum și o metodologie terapeutică aferentă, care - în forma inițială sau modificată - urmărește ameliorarea funcționării psihice, uneori cu aplicații în patologiile mentale.

## Controversă
În ultimele decenii teoriile și lucrările lui Freud au fost analizate critic de numeroși cercetători și istorici ai științelor, care au relevat frecvente îndepărtări de la rigoarea și etica științifică. Unii autori nu au ezitat să-l acuze pe Freud de fraudă, demonstrând că acesta a alterat în mod repetat și sistematic datele clinice pentru a-și justifica teoriile, a prezentat tratamente eșuate drept reușite sau chiar că, în anumite articole, ar fi inventat cu totul cazuri și pacienți cu scopul de a-și promova metodele. Conform acestor critici, școala psihanalitică a avut mai curând caracteristicile unei mișcări politice sau religioase decât ale unui curent științific, Freud transformându-se în profetul său. Cele mai severe evaluări contemporane nu se feresc să califice freudismul drept pură ”șarlatanie”.
Astăzi, psihanaliza este o teorie și o metodă practicată și în combinație cu alte metode, dar cu eficacitate terapeutică de multe ori pusă la îndoială și numai parțial recunoscută.

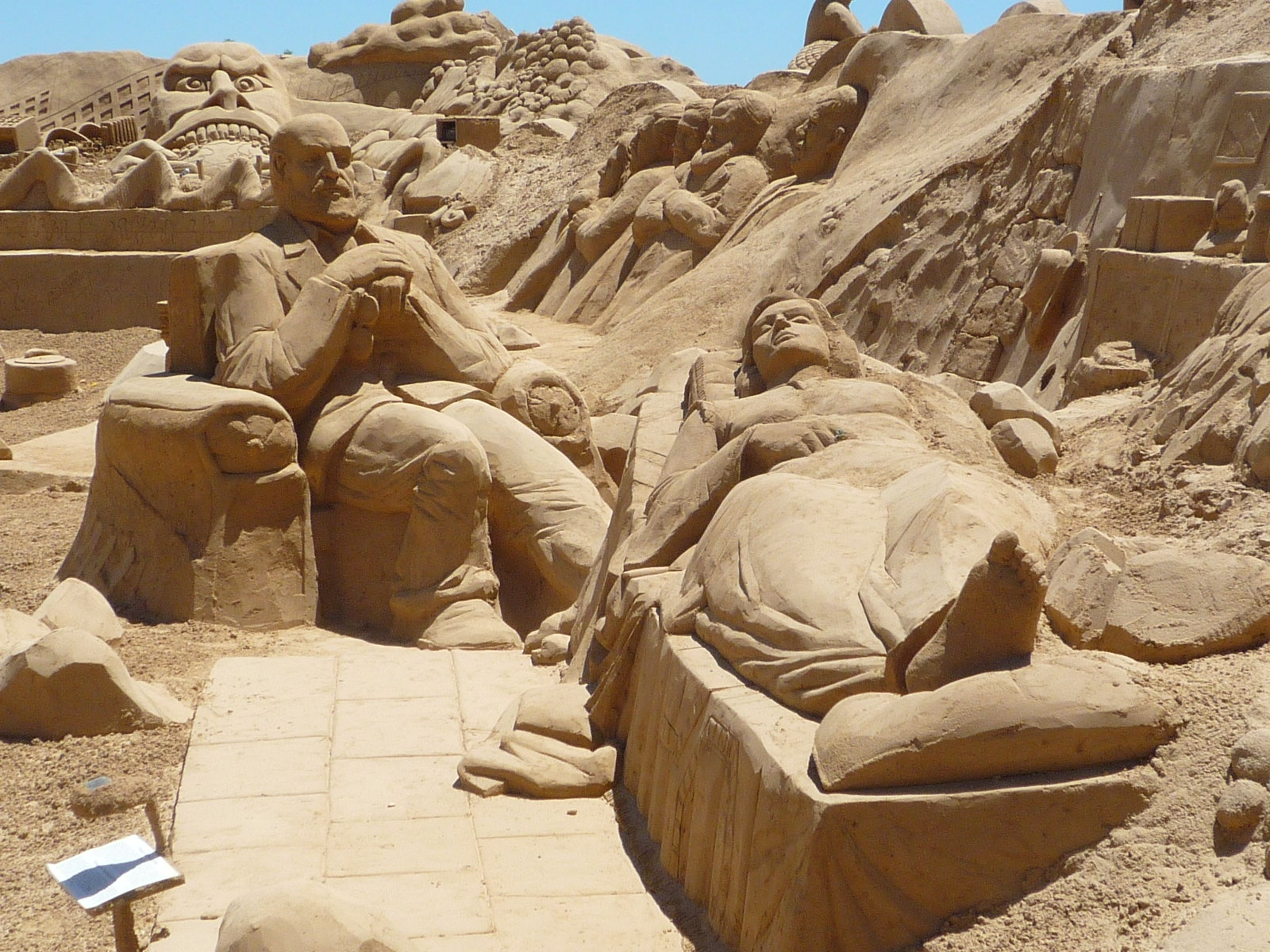
O statuie din Portugalia reprezentându-l pe Sigmund Freud cu un pacient

## Selecție a publicațiilor lui Sigmund Freud în domeniul psihanalizei
- Studien über Hysterie, (Studii despre isterie) (împreună cu Josef Breuer), 1895
- Die Traumdeutung (Interpretarea viselor), 1899
- Zur Psychopathologie des Alltagslebens (Psihopatologia vieții cotidiene), 1904
- Drei Abhandlungen zur Sexultheorie (Trei eseuri despre teoria sexualității), 1905
- Zur Einführung der Narzißmus (Introducere despre Narcisism), 1914
- Jenseits des Lustprinzips (Dincolo de principiul plăcerii), 1920
- Das Ich und das Es (Ego și Id), 1923
- Die Zukunft einer Illusion (Viitorul unei iluzii), 1927
- Das Unbehagen in der Kultur (Civilizația și neajunsurile ei), 1929
- Vorlesungen zur Einführung in die Psychoanalyse (Conferințe despre Introducerea în psihoanaliză), 1933
- Totem und Tabu (Totem și tabu)
- Der Mann Moses und die monotheistische Religion (Moise și monoteismul), 1939
- Abriß der Psychoanalyse (O privire asupra psihanalizei), 1940

## Selecție din operele traduse în limba română
- Sigmund Freud - Introducere în psihanaliză, Prelegeri de psihanaliză, Psihopatologia vieții cotidiene, Editura Didactică și Pedagogică, (1980)
- Sigmund Freud - Omul cu șobolani (cu jurnalul analistului), Editura Trei, (1995)
- Sigmund Freud - Două psihanalize (Omul cu lupii și Cazul pre-ședintelui), Editura Trei, (1995)
- Sigmund Freud - Dincolo de principiul plăcerii, Editura "Jurnalul Literar", (1992)
- Sigmund Freud - Cazul Dora, Editura "Jurnalul Literar", (1994)
- Sigmund Freud - Micul Hans, Editura "Jurnalul Literar", (1995)
- Sigmund Freud - Interpretarea viselor, Editura "Măiastra", (1991)
- Sigmund Freud - Trei eseuri privind teoria sexualității, Editura "Măiastra", (1991)
- Sigmund Freud - Autobiografie, Editura Științifică, (1993)
- Sigmund Freud - Scrieri despre literatură și artă, Editura Univers, (1980) Reeditată.
- Sigmund Freud - Scrisori din tinerețe către Eduard Silberstein, 1871-1881 Editura Sigmund Freud - Binghamton, New York, (1993)
- Sigmund Freud - Psihanaliza fenomenelor oculte, Editura AROPA, (1998)
- Sigmund Freud - Despre psihanaliza. Cinci prelegeri tinute la Universitatea Clark, Editura Herald, (2010)

## Opere
- Opere vol.I : Totem și tabu, Moise și monoteismul, Angoasă în civilizație, Viitorul unei iluzii, Editura Științifică, traducere de dr. Leonard Gavriliu, (1991)
- Opere vol.II: Interpretarea viselor, traducere de dr. Leonard Gavriliu, Editura Științifică, (1993)
- Opere vol.III: Psihanaliză și sexualitate, traducere de dr. Leonard Gavriliu, Editura Științifică, (1994)
- Opere vol.IV: , traducere de dr. Leonard Gavriliu, Editura Științifică, (1994)

## Opere complete, editura Trei
- Opere, vol. 1 – Eseuri de psihanaliză aplicată
- Opere, vol. 2 – Nevroza la copil: Micul Hans și Omul cu lupi
- Opere, vol. 3 – Psihologia inconștientului
- Opere, vol. 4 – Studii despre societate și religie
- Opere, vol. 5 – Inhibiție, simptom, angoasă
- Opere, vol. 6 – Studii despre sexualitate
- Opere, vol. 7 – Nevroză, psihoză, perversiune
- Opere, vol. 8 – Comicul și umorul
- Opere, vol. 9 – Interpretarea viselor
- Opere, vol. 10 – Introducere în psihanaliză
- Opere, vol. 11 – Tehnica psihanalizei
- Opere, vol. 12 – Studii despre isterie
- Opere, vol. 13 – Compendiu de psihanaliză
- Opere, vol. 14 – Psihopatologia vieții cotidiene
- Opere, vol. 15 – Vis și telepatie
- Opere, vol. 16 – Viața mea și psihanaliza
- Opere, vol. 17 – Proiect de psihologie